# David Mitchell (voetballer)
David ("Dave") Stuart Mitchell (Glasgow, 13 juni 1962) is een Australisch voetbalcoach en voormalig betaald voetballer.

## Clubcarrière
Mitchell begon zijn loopbaan als aanvaller in 1980 bij Adelaide City. Hij speelde hierna voor onder meer Glasgow Rangers, Seiko SA, Eintracht Frankfurt, Feyenoord, Chelsea FC, N.E.C., Swindon Town FC en Millwall FC voordat hij in 1999 zijn loopbaan beëindigde bij Sydney United.

## Interlandcarrière
Mitchell speelde 29 interlands voor het Australisch voetbalelftal in de periode 1981-1993.